# Piotr Brandys
Piotr Brandys herbu Radwan – pisarz ziemski zatorski w latach 1600-1612.
W 1606 roku był członkiem zjazdu pod Lublinem, który przygotował rokosz Zebrzydowskiego.